# Kaulille

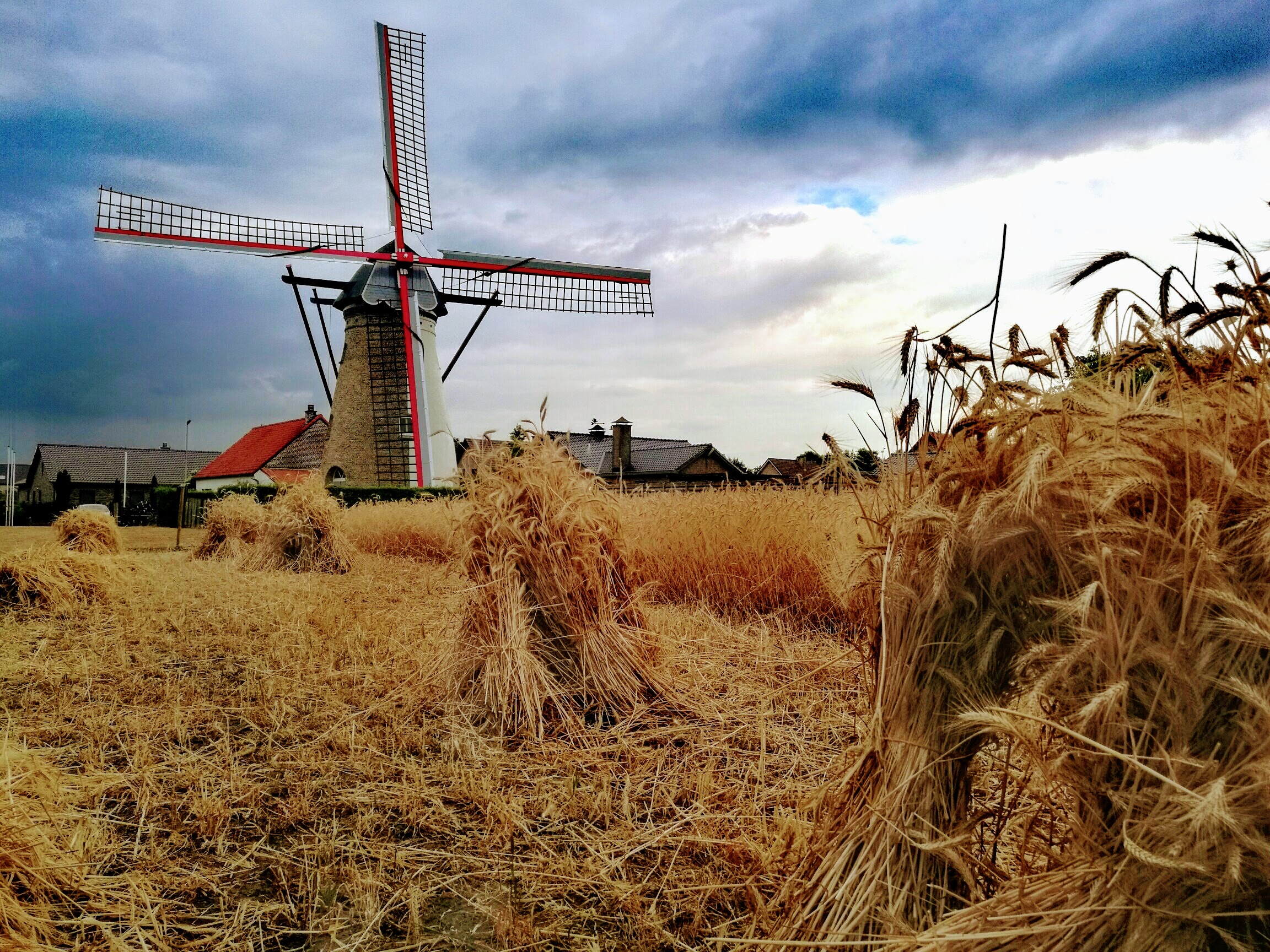
Moulin.

Kaulille est une section de la commune belge de Bocholt située en Région flamande dans la province de Limbourg. C'était une commune à part entière avant la fusion des communes de 1977

## Évolution démographique
- Sources: INS, www.limburg.be et Commune de Bocholt

## Galerie

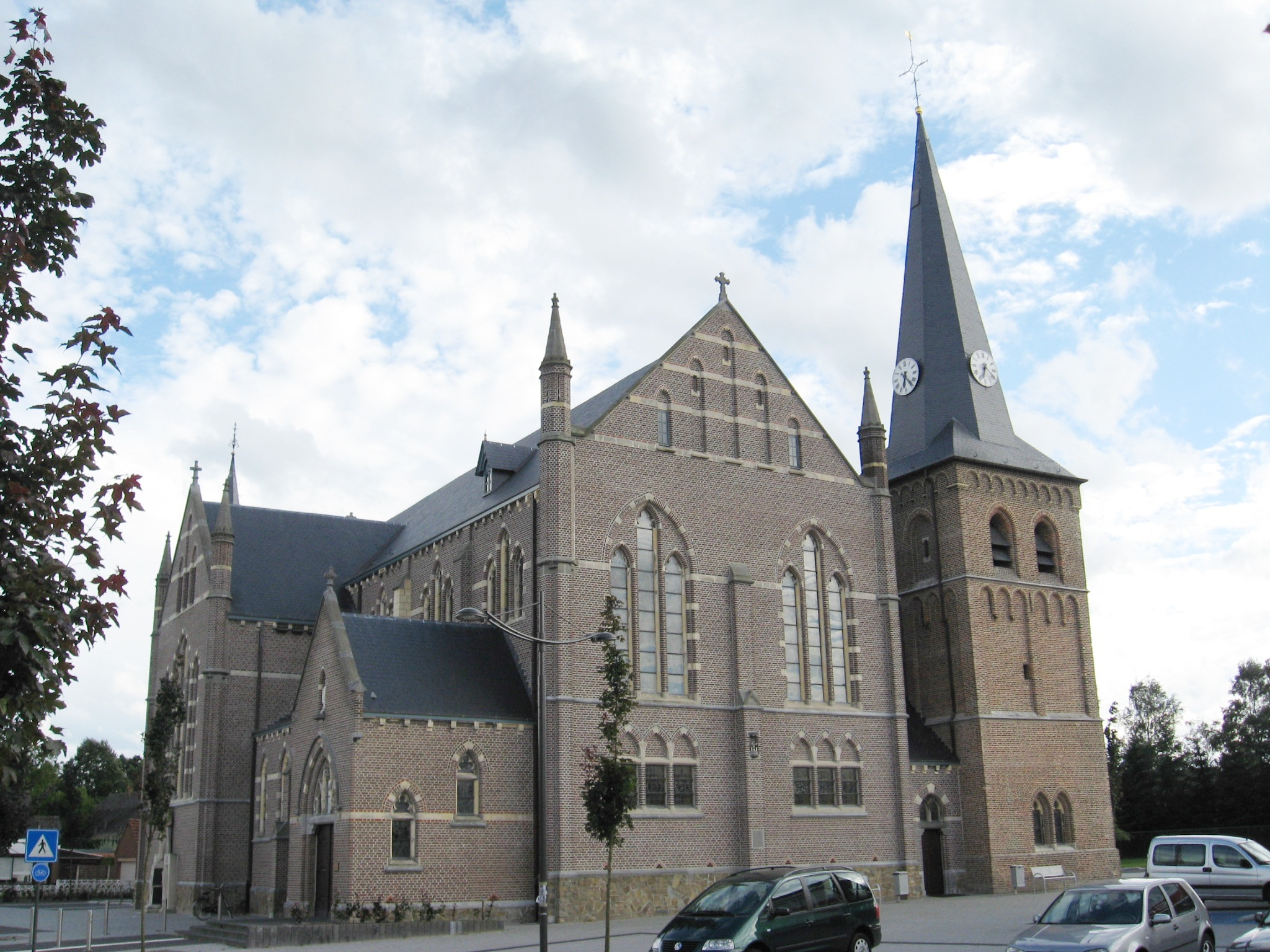
Église Saints-Monulphe et Gondulphe.
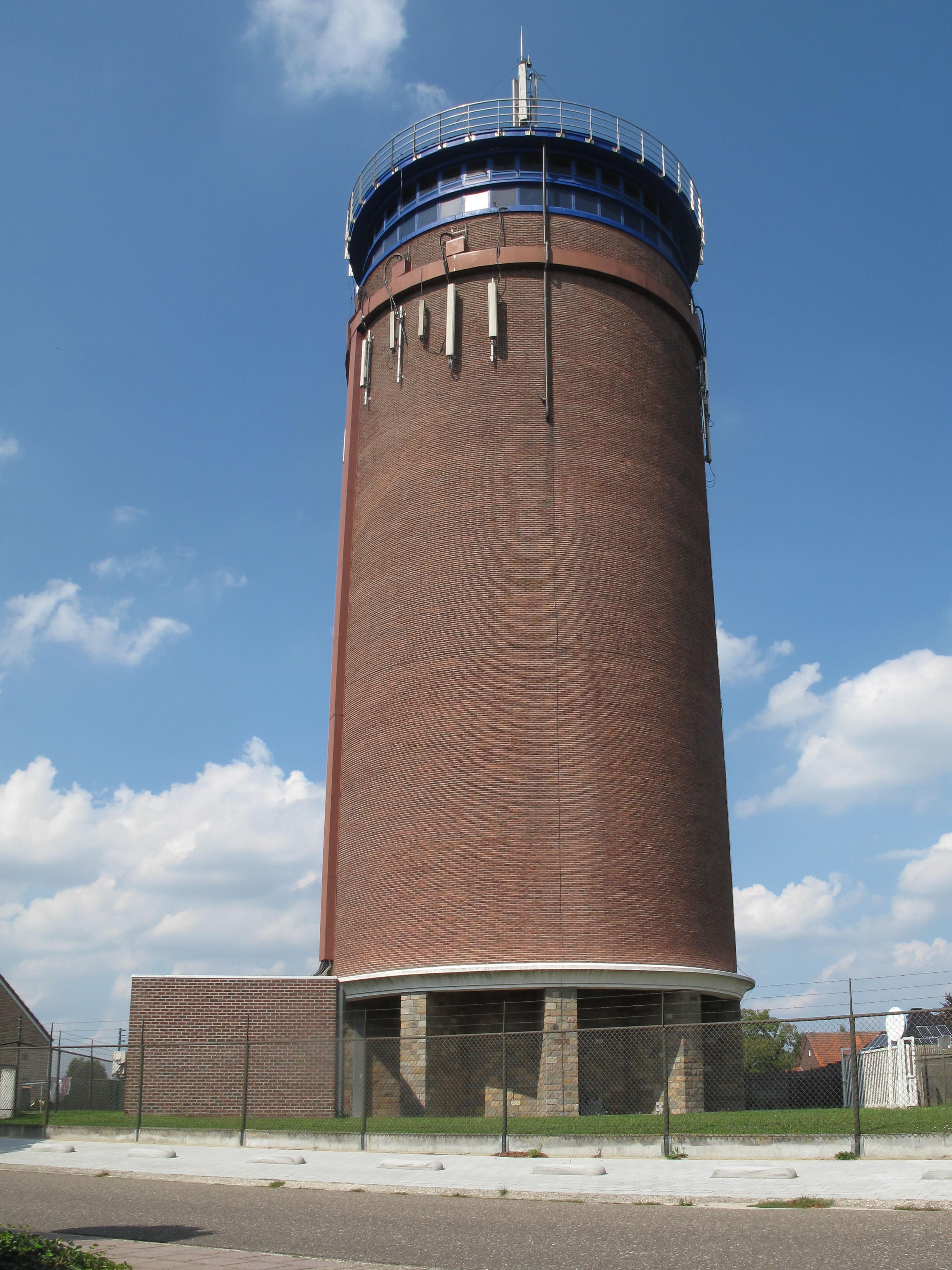
Château d'eau.